# Comotor

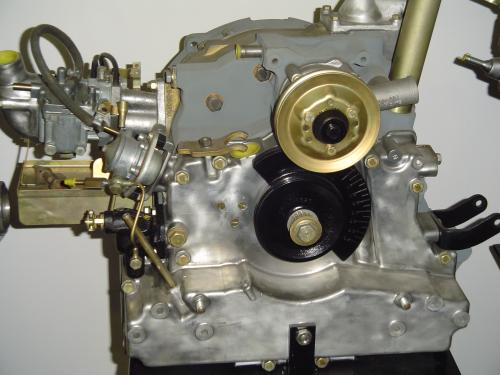
Comotor NSU 513 voor een prototype van Citroën M35

Comotor S.A. was een samenwerkingsverband tussen NSU, later Audi en Citroën voor de productie van de wankelmotor, opgericht in 1967. Het was een vervolg op een eerdere samenwerking, het in Genève gevestigde Comobil, die zich concentreerde op de ontwikkeling van de motor.
Officieel was het bedrijf gevestigd in Luxemburg. In 1969 kocht het een perceel voor een fabriek in het West-Duitse Altforweiler (Saarland), waar het wankelmotoren ging bouwen voor onder andere Citroën, die er enkele prototypes van de GS Birotor en de M35 mee uitrustte. Het bedrijf bouwde ook voor TAG, Van Veen en andere afnemers.
Het bedrijf heeft maar kortstondig bestaan. De oliecrisis (de motor was niet bijzonder zuinig) en technische problemen zorgden ervoor dat de wankelmotor niet bijzonder populair werd. De grote sommen geld die door NSU en Citroën werden geïnvesteerd zorgden voor de neergang van beide merken (Citroën werd bij Peugeot ingelijfd, NSU bij Audi).